# Bruno Meriggi
Bruno Meriggi (Orvieto, 4 gennaio 1927 – Milano, 7 novembre 1970) è stato uno slavista e traduttore italiano.

## Biografia
Si laureò alla Sapienza - Università di Roma in Letteratura polacca, materia che insegnò a Milano insieme a Filologia slava. Tradusse dal polacco, dal ceco, dallo slovacco, dal serbocroato e dal russo.

## Opere
- Storia della letteratura ceca e slovacca, 1958
- Storia della letteratura slovena, con un profilo della letteratura serbo-lusaziana, 1961
- La letteratura della Jugoslavia, 1970.

### Traduzioni
- Il ponte sulla Drina, del premio Nobel Ivo Andrić (Mondadori 1960)